# Galeodes annandalei
Galeodes annandalei är en spindeldjursart som beskrevs av Hirst 1908. Galeodes annandalei ingår i släktet Galeodes och familjen Galeodidae. Inga underarter finns listade i Catalogue of Life.